# Пам'ятка
Пам'ятка — предмет духовної або матеріальної культури минулого, унікальний об'єкт природи чи цивілізації, який становить наукову, пізнавальну та естетичну цінність.
Згідно з Законом України «Про охорону культурної спадщини» , «пам'ятка — об'єкт культурної спадщини, який занесено до Державного реєстру нерухомих пам'яток України». Ведення Державного реєстру нерухомих пам'яток України входить до повноважень спеціального органу виконавчої влади — Державної служби з питань національної культурної спадщини (діє в структурі Міністерства культури і туризму України).